# NSB El 13
Die Baureihe El 13 sind norwegische Elektrolokomotiven, welche in ganz Norwegen vor allen Zugarten eingesetzt wurden. Die Lokomotiven wurden ab 1957 ausgeliefert und waren bei den NSB bis 1998 im Einsatz.

## Geschichte

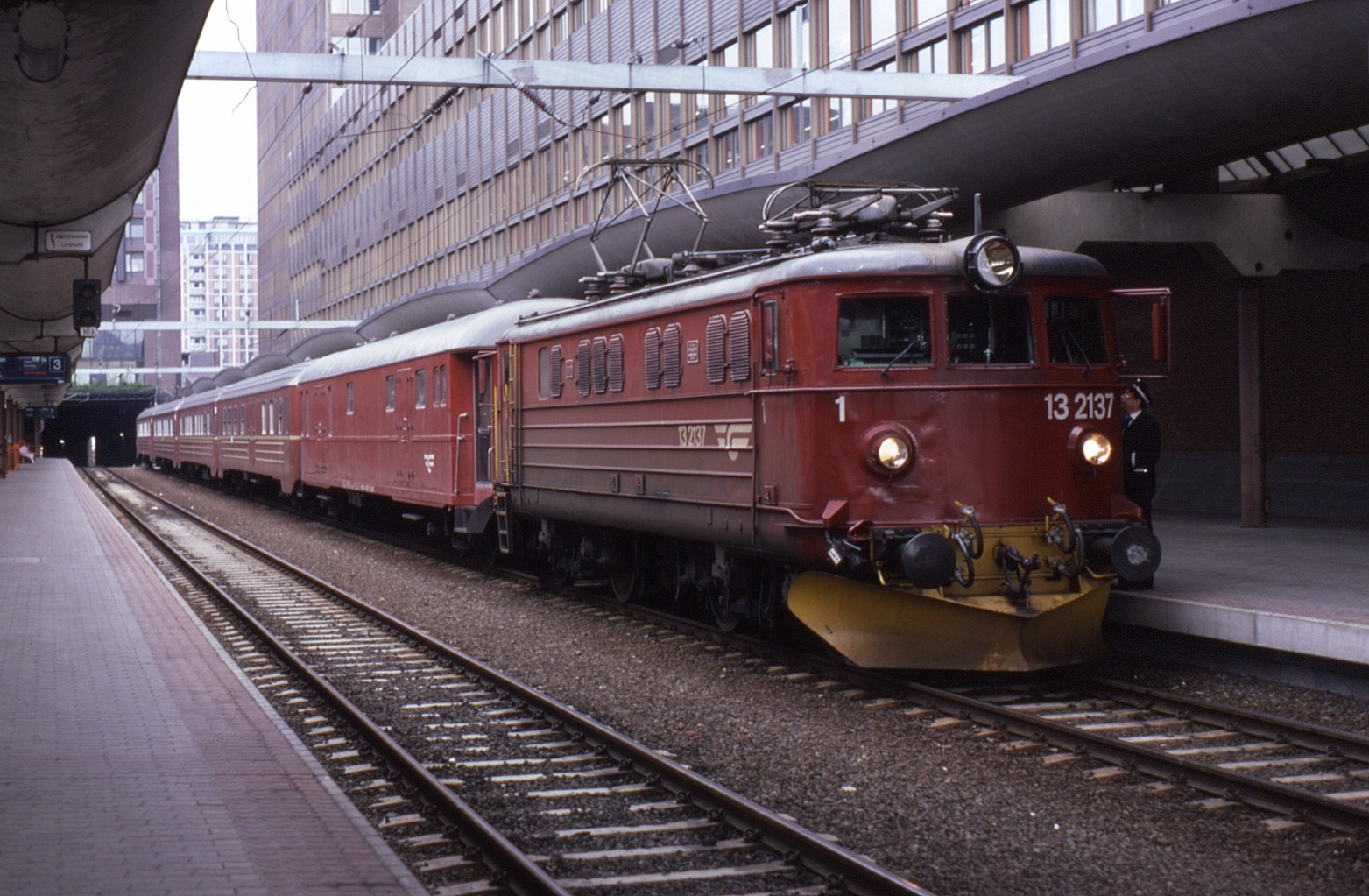
El 13 2137 im Übergangslack der 1980er Jahre in Oslo S

Die NSB waren mit der bereits einige Jahre im Einsatz befindlichen Baureihe El 11 sehr zufrieden. Diese war jedoch nicht für Strecken mit schwierigen Schneeverhältnissen wie die Bergensbane geeignet. Zudem bestand die Forderung nach einer Möglichkeit, schwerere Züge über das Leistungsvermögen der El 11 hinaus zu bespannen.
Daher wurde beschlossen, einen der El 11 ähnlichen, aber schwereren und stärkeren Lokomotivtyp zu beschaffen. Die erste Serie bestand aus 18 Lokomotiven, von denen die erste im Sommer 1957 in den Probebetrieb ging. Bis 1966 wurden insgesamt 37 Lokomotiven ausgeliefert. Dabei wurden die Lokomotiven 2151 bis 2163 ab Werk mit einer Mehrfachtraktionssteuerung ausgerüstet. Die El 13 wurde wie auch schon ihr Vorgänger von Thune und Norsk Elektrisk & Brown Boveri A/S hergestellt.

## Farbgebung
Ursprünglich waren die Lokomotiven dunkelgrün lackiert. Bereits in den 1960er Jahren führte die NSB ein neues Farbprogramm für Lokomotiven ein, bei dem diese braun lackiert wurden und einen gelbem Zierstreifen erhielten. Diese Farbgebung wird als „altes Design“ bezeichnet.
Anfang der 1980er Jahre sollte ein neues Farbschema für Lokomotiven eingeführt werden. Nach diesem erhielten einige wenige El 13 eine rot-braune, etwas dunklere Farbe. Der Zierstreifen entfiel. 1982 wurde das finale neue Farbschema eingeführt, das die NSB in den letzten 35 Jahren verwendeten. Die als „neues Design“ bezeichnete hellere rot-braune Farbe behielten sie bis zu ihrer Ausmusterung.

## Einsatz
Die Lokomotiven wurden von den NSB sowohl vor Personen- als auch vor Güterzügen in ganz Norwegen eingesetzt. Sie waren bei den NSB bis 1998 im Einsatz und wurden vor Personenzügen hauptsächlich durch die El 18 und Triebwagen des Typs 70 ersetzt.
Zum Ende ihrer Einsatzzeit wurden die Lokomotiven 2134, 2155, 2156 und 2157 in Oslo S als Rangierlokomotiven eingesetzt. Um die Rangiertätigkeiten zu erleichtern, wurden die Schneeräumer abgebaut.

## NSB Gods El 13
Am 15. März 1999 übernahm NSB Gods (ab 2002 CargoNet) die Lokomotiven 2124, 2125, 2131, 2142, 2160 und 2161. Sie wurden weiterhin vor Güterzügen eingesetzt.

## OBAS El 13
Die Lokomotiven 2124, 2125, 2131, 2134, 2155, 2160 und 2161 wurden 2003 an die Ofotbanen AS verkauft. Nach dem Konkurs der Gesellschaft 2008/2010 wurden diese wiederum an andere Gesellschaften abgegeben.

## SKJB EL 13
2013 erwarben Skandinaviska Jernbanor in Uddevalla einige der ehemaligen Fahrzeuge der OBAS für die Beförderung des Blå Tåget zwischen Stockholm und Göteborg, darunter El 13 2124 und 2131. Der Verkehr wurde 2019 vorläufig eingestellt, eine Wiederaufnahme ist geplant.

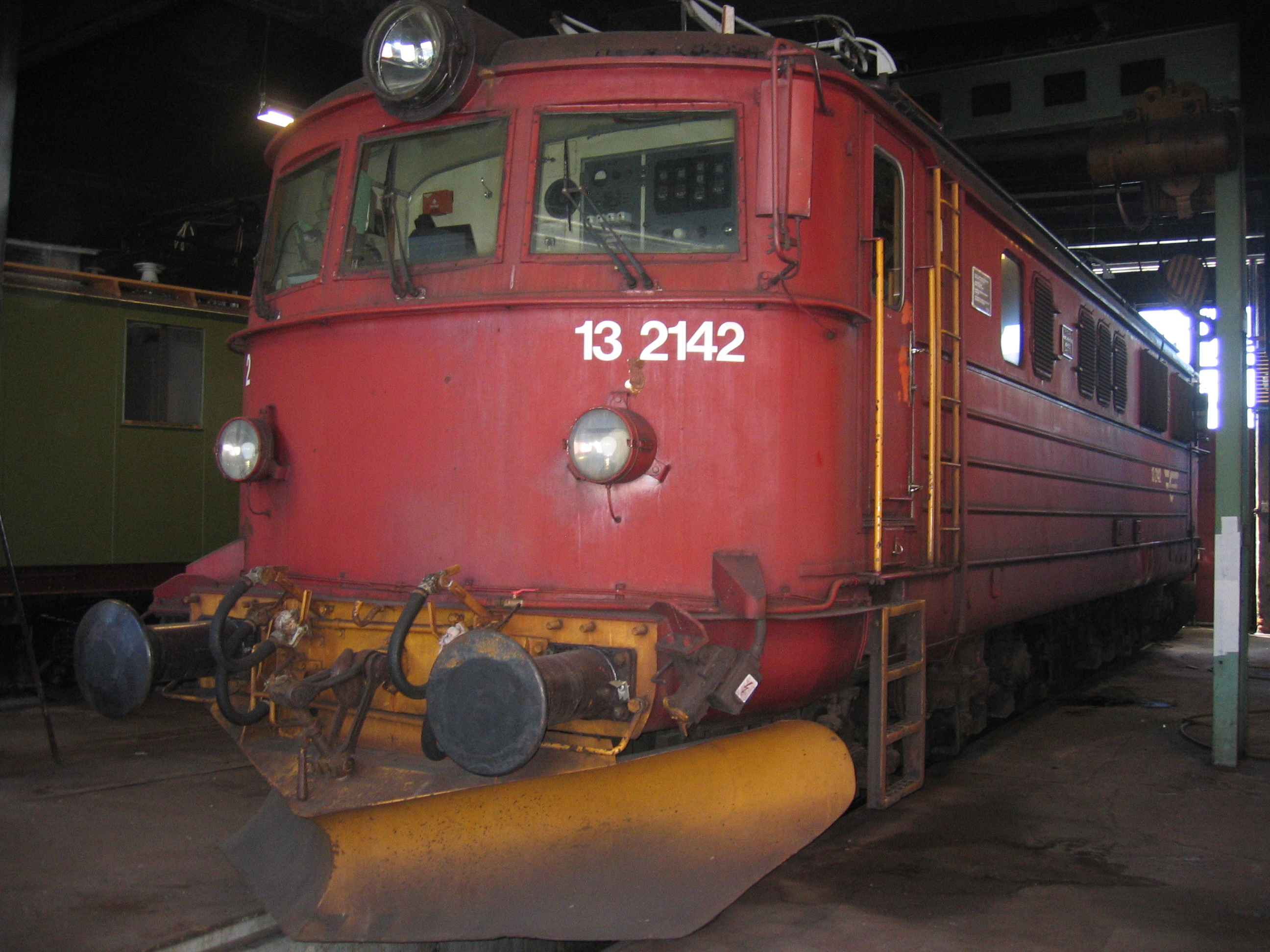
NSB El 13 2142 im Norsk Jernbanemuseum

## Übersicht
| Lokomotive | Fabriknr. | Auslieferungsdatum | Ausmusterungsdatum | Sonstiges |
| ---------- | --------- | ------------------ | ------------------ | --- |
| El 13 2121 | 465       | 23. November 1957  | Januar 1997        | |
| El 13 2122 | 468       | 8. Dezember 1957   | November 1998      | |
| El 13 2123 | 466       | 15. Januar 1958    | 25. Oktober 1994   | |
| El 13 2124 | 467       | 30. Januar 1958    |                    | 15. März 1999 an NSB Gods, 1. Jan. 2002 an CargoNet, November 2003 an Ofotbanen AS, 2013 an Skandinaviska Jernbanor                      |
| El 13 2125 | 469       | 13. März 1958      |                    | Juni 1997 zu NSB Gods, 1. Jan. 2002 an CargoNet, November 2003 an Ofotbanen AS, seit 2016 Bergslagernas Järnvägssällskap                 |
| El 13 2126 | 470       | 12. April 1958     | Juni 1997          | |
| El 13 2127 | 471       | 10. Mai 1958       | 1. November 1995   | |
| El 13 2128 | 472       | 18. Juni 1958      | Dezember 1998      | |
| El 13 2129 | 473       | 8. Juli 1958       | Juli 1996          | |
| El 13 2130 | 474       | 6. September 1958  | Januar 1997        | |
| El 13 2131 | 475       | 7. Oktober 1958    |                    | Juni 1997 an NSB Gods, 1. Jan. 2002 an CargoNet, November 2003 an Ofotbanen AS, 2013 an Skandinaviska Jernbanor, S-SKJB 91 74 0132 131-5 |
| El 13 2132 | 478       | 9. Dezember 1958   | Januar 1999        | |
| El 13 2133 | 479       | 9. Januar 1959     | 1997               | |
| El 13 2134 | 480       | 12. Februar 1959   |                    | 2003 an Ofotbanen AS, weiterer Verbleib unbekannt                                                                                        |
| El 13 2135 | 481       | 6. Juni 1959       | 1. November 1995   | |
| El 13 2136 | 482       | 26. Juni 1959      | Juni 1997          | |
| El 13 2137 | 483       | 5. Juni 1959       | November 1995      | |
| El 13 2138 | 484       | 8. Dezember 1960   | 8. April 1992      | nach Zusammenstoß verschrottet |
| El 13 2139 | 485       | 10. Juni 1961      | 8. Januar 1997     | |
| El 13 2140 | 486       | 16. September 1961 | 30. Januar 1996    | |
| El 13 2141 | 487       | 26. Oktober 1961   | 1996               | |
| El 13 2142 | 488       | 24. November 1961  |                    | Juni 1997 an NSB Gods, 1. Jan. 2002 an CargoNet, 2003 an Norsk Jernbanemuseum, betriebsfähig                                             |
| El 13 2143 | 489       | 11. Januar 1962    | 1996               | |
| El 13 2144 | 490       | 24. Februar 1962   | Januar 1997        | |
| El 13 2151 | 528       | 12. Februar 1965   | 16. Januar 1997    | |
| El 13 2152 | 529       | 31. März 1965      | 1. November 1995   | |
| El 13 2153 | 530       | 19. Mai 1965       | Dezember 1996      | |
| El 13 2154 | 531       | 23. Juni 1965      |                    | Verbleib unbekannt |
| El 13 2155 | 532       | 14. August 1965    |                    | 2003 an Ofotbanen AS, im Dezember 2015 verschrottet                                                                                      |
| El 13 2156 | 533       | 1. Oktober 1965    | November 1998      | |
| El 13 2157 | 534       | 7. November 1965   |                    | 2013 verschrottet |
| El 13 2158 | 535       | 10. Dezember 1965  | Dezember 1998      | |
| El 13 2159 | 536       | 30. März 1966      | August 1996        | |
| El 13 2160 | 537       | 20. Mai 1966       |                    | Juni 1997 an NSB Gods, 1. Jan. 2002 zu CargoNet, 2003 an Ofotbanen AS, 2011 neu lackiert, 2013 verschrottet                              |
| El 13 2161 | 538       | 21. Juni 1966      |                    | Juni 1997 an NSB Gods, 1. Jan. 2002 an CargoNet, November 2003 an Ofotbanen AS, weiterer Verbleib unbekannt                              |
| El 13 2162 | 539       | 20. Juli 1966      | Januar 1997        | |
| El 13 2163 | 540       | 29. September 1966 | 25. Oktober 1994   | |